# Annona cristalensis
Annona cristalensis là một loài thực vật thuộc họ Annonaceae. Đây là loài đặc hữu của Cuba.